# Anke Feller
 Anke Feller (Göttingen, 26 de setembro de 1971) é uma ex-velocista alemã especializada nos 400 m rasos. Conquistou a medalha de ouro no revezamento 4x400 m  no Campeonato Mundial de Atletismo de 1997, em Atenas, Grécia, junto com Uta Rohländer, Anja Rücker e Grit Breuer. Também ganhou uma medalha de bronze na mesma prova no Mundial seguinte, Sevilha 1999.